# Bailando
Bailando é uma canção do girl group brasileiro Rouge, lançada como primeiro single de retorno do grupo no dia 4 de fevereiro de 2018, sendo distribuída pela gravadora Sony Music e entrou como faixa bônus da versão em disco de vinil do álbum, Les 5inq. A canção foi gravada na noite do dia 13 para a madrugada do dia 14 de novembro de 2017, e foi composta e produzida por Umberto Tavares e Jefferson Junior, com adições na composição da integrante Fantine Thó. E do Compositor Matheus Santos "Bailando" é o primeiro single do Rouge desde 2005 (o último sendo "O Amor é Ilusão") e o primeiro com sua formação original desde 2003 (quando "Vem Cair na Zueira" foi lançado, sendo o último single contando com a integrante Luciana Andrade). O single marca o retorno de Luciana Andrade ao grupo. 
"Bailando" é uma canção que deriva-se dos estilos pop latino e reggaeton. Críticos musicais definiram a canção como um novo hit dançante e enfatizaram o refrão marcante da canção. Para divulgação da canção, o grupo se apresentou pela primeira vez na TV Globo no quadro "Ding Dong" do programa Domingão do Faustão, no dia 4 de fevereiro de 2018. O videoclipe da canção, dirigido pela dupla de diretores Os Primos, foi lançado logo após a apresentação da canção, contabilizando mais de 1 milhão de visualizações em menos de 24 horas. No videoclipe, o grupo aparece usando três figurinos diferentes, além das integrantes aparecerem em meio a efeitos de luzes de LED intercalando com uma coreografia feita pelo coreógrafo da banda. O grupo apresentou a canção pela primeira no show em Florianópolis, no dia 9 de fevereiro, que faz parte da turnê Rouge 15 Anos.

## Antecedentes
Após o lançamento do terceiro e último single do segundo álbum de estúdio do grupo, C'est La Vie (2003), a canção "Vem Cair na Zueira", em novembro de 2003, rumores que a integrante Luciana Andrade iria deixar o grupo começaram a surgir na imprensa. No dia 11 de fevereiro de 2004, a notícia foi confirmada e Luciana se desligou do grupo. O grupo ainda lançou dois álbuns entre os anos de 2004 e 2005 com as quatro integrantes remanescentes, e no fim de 2005, diversos meios de comunicação noticiaram que o grupo se separaria no ano seguinte. Em agosto de 2006, o grupo oficialmente anunciou seu término. Em 2012, surgiram boatos que o grupo iria se reunir novamente, após um movimento nas redes sociais pedindo a volta do Rouge, com o antigo produtor musical da banda, Rick Bonadio, que utilizaria a estreia de seu programa, Fábrica de Estrelas, no Multishow, para reuni-las. Em 2013, o grupo se reuniu brevemente - sem Luciana novamente - para gravação de duas novas canções. Devido à questões burocráticas, as cantoras não saíram em turnê - como prometido - e a reunião foi encerrada apenas com a participação no reality musical e duas músicas que acabaram não sendo trabalhadas e lançadas comercialmente. Em 2016, as quatro integrantes se reuniram para uma tentativa de retorno, mas a reunião só foi acontecer em meados de 2017, quando o ator e empresário Pablo Falcão, organizador da festa "Chá da Alice", entrou em contato com as cinco integrantes para realizar uma edição comemorativa da festa.
Após o convite aceito, no dia 12 de setembro de 2017, foi anunciado que o grupo estava de volta com as cinco integrantes para realização dos shows comemorativos. Em seguida, após o sucesso dos shows realizados juntamente com o "Chá da Alice", o grupo anunciou com exclusividade à revista Contigo! que estaria de volta definitivamente, anunciando uma turnê para o ano de 2018, além do lançamento de um novo DVD. Em paralelo a isso, Pablo Falcão se tornou oficialmente o empresário do grupo, anunciando também gravação de novas músicas. No dia 10 de novembro de 2017, a equipe do Rouge confirmou ao POPLine que o grupo lançaria um novo single ainda em 2017 e que o título da canção seria "Bailando". Semanas depois, numa entrevista ao Jornal do Commercio, Pablo confirmou que a canção seria lançada em janeiro de 2018, e que o videoclipe para canção seria gravado em dezembro. No dia 13 de novembro de 2017, o grupo entrou em estúdio para gravação da canção. No dia 1º de dezembro de 2018, em entrevista ao PopLine, as cantoras revelaram que o compositor e produtor musical Umberto Tavares tinha escrito "Bailando". Apesar de prometer a canção para janeiro, Pablo disse que a canção seria lançada antes do carnaval de 2018, sem dar maiores detalhes, apesar de ter prometido que a canção seria lançada em rede nacional.
No dia 29 de janeiro de 2018, foi divulgada a capa do single, onde é mostrado cada uma das cinco integrantes vestindo um blusão de cada cor fluorescente, com o título riscado acima de suas cabeças, além de riscos quadrados fluorescentes ao redor. A foto foi feita por Rodolfo Magalhães e a arte da capa por Hugo Pontes. No mesmo dia, foi iniciada um "pré-save" no serviço de streaming Spotify, além do grupo ter convocado os principais veículos da imprensa para um encontro em São Paulo para mostrar a faixa e conceder entrevistas para promover o novo trabalho. No dia 4 de fevereiro de 2018, a canção foi vazada na internet, em baixa qualidade. No mesmo dia, Pablo publicou um teaser do videoclipe em sua página no Instagram com a legenda: "Vazou, né? Aguardem!!!". No dia 4 de fevereiro de 2018, "Bailando" foi lançada, tornando-se a primeira música com a formação original desde 2003.

## Composição e letra
"Bailando" foi composta por Umberto Tavares, Jefferson Junior, Matheus Santos e Fantine Thó, e foi produzida por Umberto Tavares. A canção foi entregue às meninas por Umberto Tavares, e ao chegarem ao estúdio, elas resolveram mexer na letra, com o intuito de adicionar mais substância, com versos inéditos escritos por Fantine. Segundo ela, "adicionamos ‘a energia do som tem poder, vem que tudo pode acontecer, ser feliz é permitido, vem pra cá que o mundo é colorido’. A composição é uma contínua tentativa e um contínuo processo de amadurecimento para conseguir dizer e encontrar as palavras que traduzem o que realmente está no nosso coração [...] nosso sonho de união, de aceitação, de paz, de entendimento não pode parar."
"Bailando" é uma canção de pop latino com fortes elementos de reggaeton e dancehall, o que já tinha sido confirmado pela integrante Li Martins, que adicionou: " A gente sempre brincou muito com o latino, porque era meio que uma identidade nossa. Acho que agora, com um trabalho novo, não poderia ser diferente. A gente precisava imprimir isso nesse novo trabalho." O produtor, Umberto Tavares, numa entrevista à Billboard Brasil, explicou: "Queria trazer a identidade delas. [...] Eu queria que não ficasse distante do que as pessoas guardam delas na lembrança." [...] "Eu conhecia a discografia delas e essa relação com o espanhol ficou marcada na minha mente."
"Bailando" é iniciada por Karin Hils, que canta a primeira estrofe completa da canção. Em seguida, Lu Andrade canta o pré-refrão. Durante o refrão, embalado por Li Martins, as cantoras trocam versos em português e espanhol: "Todos arriba (baile, baile) / Todos abajo (baile, baile) / Então prepara (para mexer) / E bum bum bum bum bum / (¡Qué rico!)." Após o refrão, Aline Wirley canta o pós-refrão, seguido por versos de Li, e em seguida, Fantine Thó, que também é responsável por alguns ad-libs no pré-refrão e no refrão. A ponte da canção também é cantada por Aline. Como observado por Leo Almeida do site Busterz Magazine, "a faixa começa com licks de uma típica guitarra espanhola, seguida por algumas batidas de tambor. A mesma guitarra volta a aparecer em determinados momentos e reforça a paisagem latina da música."

## Recepção da crítica
A redação do jornal Correio afirmou que a canção " tem uma pegada latina e um refrão marcante, assim como o maior sucesso da banda, nos anos 2000, 'Ragatanga'." Já a redação do IBahia chamou a canção de "um novo hit dançante e com uma pitada latina." Leonan Oliveira do Show Livre definiu "Bailando" como uma canção "animada e [que] mescla expressões em espanhol com o português - característica que sempre esteve junto da girlband." O site da rádio Meridional FM deu ênfase ao fato de que a canção tem um "refrão chiclete." Leo Almeida do site Busterz Magazine elogiou a canção, dizendo: "Os vocais, assim como há quinze anos, estão agradáveis e encantadores. 'Bailando' pode não ser um smash instantâneo como 'Ragatanga', no entanto, deve ter matado a saudade de todos os fãs do Rouge!."

## Desempenho comercial
Assim que foi lançada, a canção estreou no topo das paradas dos singles mais vendidos no iTunes; parada na qual a canção permaneceu por quatro dias seguidos. Além disso, a faixa estreou na parada "As 50 Virais do Brasil" na plataforma de streaming Spotify, estreando na terceira posição.

## Promoção
No dia 1º de fevereiro de 2018, a dançarina Camila Hindi, postou em seu stories do Instagram, uma foto com Rômulo Morada, coreógrafo do grupo, no mesmo dia das gravações do quadro "Ding Dong", do programa Domingão do Faustão. No quadro, o apresentador reúne personalidades em uma gincana de adivinhação musical, onde o artista responsável pela canção 'secreta' se apresenta. "Ragatanga" foi a canção escolhida a ser adivinhada. Depois de conversarem com Fausto Silva e cantarem Um Anjo Veio Me Falar à capela, o grupo fez a primeira performance de "Bailando", além de se apresentar na TV Globo, pela primeira vez. A tag #RougeNoFaustão ficou em primeiro lugar nos trend topics do Brasil com mais de 34.1 mil tweets, no Twitter, além da audiência do programa ter aumentado em 20% sua audiência, com relação às quatro semanas anteriores. No dia anterior, na madrugada do dia 3 de fevereiro de 2018, durante a passagem da turnê Rouge 15 Anos em Belo Horizonte, Minas Gerais, a integrante do grupo Karin Hils cantou um trecho da canção, em meio à pedidos dos fãs. No dia 7 de fevereiro de 2018, o grupo anunciou que "Bailando" faria parte da trilha sonora do filme Peter Rabbit (Pedro Coelho), filme onde o grupo fará uma participação na dublagem do filme, além de cantar três versões em português de canções da trilha sonora. A canção foi incluída na turnê Rouge 15 Anos pela primeira vez no dia 9 de fevereiro de 2018, no show em Florianópolis, com direito a bis com o body vermelho usado no clipe. Em 8 de março de 2018, o grupo participou da gravação do programa Altas Horas na TV Globo, em comemoração do Dia Internacional da Mulher, e interpretou "Bailando" entre outros sucessos.

## Videoclipe
Gravado na madrugada do dia 13 de janeiro de 2018, na cidade de São Paulo, o videoclipe da canção foi dirigido pela dupla Os Primos, e conta com coreografia de Rômulo Morada. O videoclipe foi lançado em 4 de fevereiro de 2018, no canal oficial do grupo na Vevo e no YouTube, onde, na primeira noite de lançamento, o vídeo alcançou mais de 120 mil visualizações e ficou em primeiro lugar nos vídeos em alta, além de ter alcançado mais de 1 milhão de visualizações em menos de 24 horas. O vídeo traz o grupo usando três figurinos diferentes e "mostra as integrantes coreografadas e brincando com os efeitos das luzes de LED da produção."

## Faixas
| Download digital |                                          |                                              |         |  |
| N.º              | Título                                   | Compositor(es)                               | Duração |  |
| 1.               | "Bailando"                               | Umberto Tavares Jefferson Júnior Fantine Thó | 2:48    |  |
| 2.               | "Bailando (Pedro Coelho (versão filme))" | Umberto Tavares Jefferson Júnior Fantine Thó | 2:48    |  |

## Créditos
Créditos adaptados do Tidal.
- Aline Wirley - vocais
- Fantine Thó - composição, vocais
- Jefferson Júnior - composição
- Karin Hils - vocais
- Li Martins - vocais
- Lu Andrade - vocais
- Umberto Tavares - composição, produção musical

## Histórico de lançamento
| País   | Data                   | Formato                    | Gravadora  | Referência |
| ------ | ---------------------- | -------------------------- | ---------- | ---------- |
| Brasil | 4 de fevereiro de 2018 | Streaming download digital | Sony Music | [ 37 ]     |